# 산라우렌츠

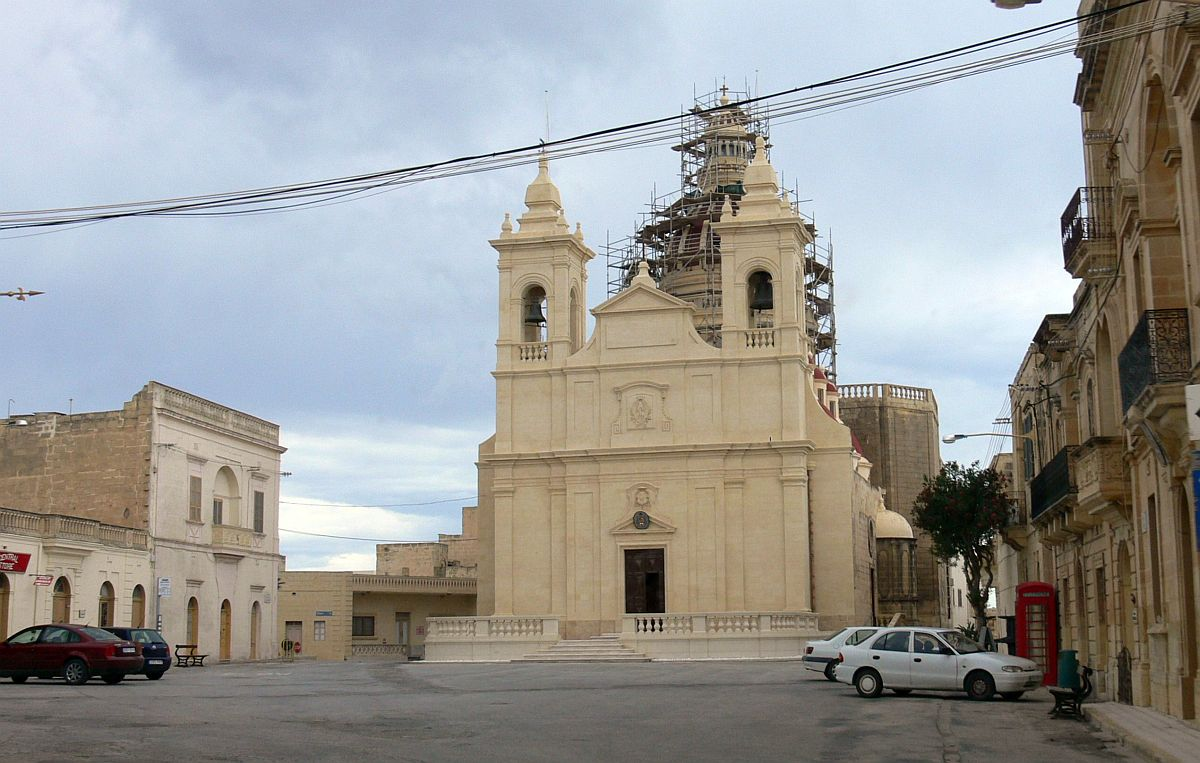
산라우렌츠에 있는 교회의 모습

산라우렌츠의 위치

산라우렌츠(몰타어: San Lawrenz)는 몰타 고조섬에 위치한 도시로 면적은 3.6km2, 인구는 566명(2008년 12월 기준), 인구 밀도는 160명/km2이다. 도시 이름은 마을의 수호성인인 성(聖) 라우렌시오에서 따왔다. 자연 암초인 펑거스 록은 행정 구역상으로는 산라우렌츠에 속한다.

시기
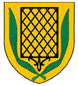
시 문장

## 자매 도시
- 이탈리아 콜레움베르토